# アーサー・マップ
アーサー・マップ（Arthur Mapp 1953年11月6日 - ）は、イギリスの柔道選手。ベリーズ出身。階級は95kg超級。身長184cm。体重113kg。

## 人物
1977年のドイツ国際95kg超級で3位になると、1978年のイギリス国際では優勝を飾った。1980年モスクワオリンピック無差別では銅メダルを獲得した。

## 主な戦績
- 1977年 - ドイツ国際　3位
- 1978年 - スウェーデン国際大会　優勝
- 1978年 - イギリス国際　優勝
- 1980年 - モスクワオリンピック　無差別　3位